# Lago di Vouglans
Il lago di Vouglans (in francese lac de Vouglans) è un bacino artificiale posto nel dipartimento francese del Giura. È formato da una diga completata nel 1968 lungo il corso del fiume Ain. Si tratta del terzo maggior bacino artificiale del paese.